# Мескіт-Крік
Мескіт-Крік (англ. Mesquite Creek) — переписна місцевість (CDP) в США, в окрузі Могаве штату Аризона. Населення — 403 особи (2020).

## Географія
Мескіт-Крік розташований за координатами 34°57′38″ пн. ш. 114°34′17″ зх. д. / 34.96056° пн. ш. 114.57139° зх. д. (34.960597, -114.571385). За даними Бюро перепису населення США в 2010 році переписна місцевість мала площу 2,63 км², уся площа — суходіл.

## Демографія
Згідно з переписом 2010 року, у переписній місцевості мешкало 416 осіб у 196 домогосподарствах у складі 129 родин. Густота населення становила 158 осіб/км². Було 240 помешкань (91/км²).
Расовий склад населення:
| - 82,9 % — білих - 5,0 % — корінних американців - 0,7 % — азіатів - 0,5 % — чорних або афроамериканців - 0,2 % — вихідців з тихоокеанських островів - 8,2 % — осіб інших рас |

До двох чи більше рас належало 2,4 %. Частка іспаномовних становила 12,0 % від усіх жителів.
За віковим діапазоном населення розподілялося таким чином: 9,6 % — особи молодші 18 років, 41,6 % — особи у віці 18—64 років, 48,8 % — особи у віці 65 років та старші. Медіана віку мешканця становила 64,3 року. На 100 осіб жіночої статі у переписній місцевості припадало 88,2 чоловіків; на 100 жінок у віці від 18 років та старших — 91,8 чоловіків також старших 18 років.
Середній дохід на одне домашнє господарство становив 46 582 долари США (медіана — 41 389), а середній дохід на одну сім'ю — 49 966 доларів (медіана — 42 847). Медіана доходів становила 32 813 долари для чоловіків та 27 500 доларів для жінок. За межею бідності перебувало 7,5 % осіб, у тому числі 0,0 % дітей у віці до 18 років та 4,7 % осіб у віці 65 років та старших.
Цивільне працевлаштоване населення становило 102 особи. Основні галузі зайнятості: роздрібна торгівля — 27,5 %, мистецтво, розваги та відпочинок — 27,5 %, публічна адміністрація — 7,8 %, освіта, охорона здоров'я та соціальна допомога — 7,8 %.